# SeaPort Airlines
SeaPort Airlines — регіональна авіакомпанія Сполучених Штатів Америки зі штаб-квартирою в міжнародному аеропорту Портленд (Орегон), що працює у сфері регулярних пасажирських перевезень.
Маршрутна мережа авіакомпанії складається з двох зон — аеропорти північного заходу і середнього півдня  країни. Обидві зони обслуговуються з двох головних транзитних вузлів (хабів) — міжнародного аеропорту Портленд і міжнародного аеропорту Мемфіс, причому два хаба перевізника не з'єднані між собою регулярними рейсами.
Дочірня авіакомпанія Wings of Alaska була заснована в 1982 році і в даний час працює на місцевих авіалініях штату Аляска. Штаб-квартира перевізника знаходиться в місті Джуно.

## Флот
Повітряний флот авіакомпанії SeaPort Airlines складають дев'ять одномоторних літаків Pilatus PC-12 і Cessna Caravan 208.

## Сервіс
У міжнародних аеропортах Мемфіса і Канзас-Сіті авіакомпанія SeaPort Airlines обслуговує своїх клієнтів в будинках приватних терміналів, що істотно спрощує процедуру реєстрації пасажирів та оформлення багажу на рейси перевізника. За правилами компанії пасажири в цих аеропортах можуть з'явитися на реєстрацію за 15 хвилин до вильоту літака.
Обидва приватних терміналу в Мемфісі і Канзас-Сіті пропонують в залі очікування вильоту комфортні крісла, безкоштовні напої — чай, кава, гарячий сидр, портлендські пончики «Voodoo». До послуг транзитних пасажирів безкоштовний автобус, що курсує між приватними терміналами і будівлями основних пасажирських терміналів аеропортів.

## Північно-Західна зона
Маршрутна зона на північному заході країни спочатку будувалася SeaPort Airlines для обслуговування рейсів по невеликих населених пунктах регіону з міжнародного аеропорту Портленда, при цьому переслідувалася мета уникнути обслуговування літаків в потенційному і надто завантаженому хабі міжнародного аеропорту Сіетл/Такома. Тим не менш, 27 січня 2012 року керівництво авіакомпанії оголосило про закриття регулярного маршруту з Портленда у другій аеропорту Сіетла «Боїнг-Філд» і перенесення пункту призначення в основну повітряну гавань Сіетла.
15 січня 2012 року SeaPort Airlines розпочала виконання безпосадочного регулярного рейсу Портленд — Норт Бенд/Кус-Бей (регіональний аеропорт південного заходу Орегона) на літаках Cessna Caravan. 1 березня того ж року авіакомпанія відкрила ще один регулярний маршрут Портленд — Якіма — Вінатчі, польоти за яким здійснюються тричі на день.
21 жовтня 2008 року SeaPort Airlines отримала дворічний урядовий грант у рамках програми субсидування регіональних і місцевих авіаперевезень Essential Air Service на обслуговування з 1 грудня маршруту Портленд — Пендлтон (Орегон), раніше знаходилося у віданні іншої регіональної авіакомпанії Horizon Air.

## Південна зона
Маршрутна мережа SeaPort Airlines в південній зоні побудована навколо транзитного вузла в міжнародному аеропорту Мемфіса і допоміжного хаба в міжнародному аеропорту Канзас-Сіті. Регулярні рейси в даній частині маршрутної зони субсидуються урядом країни в рамках програми Essential Air Service підтримки регіональних і місцевих авіаперевезень.
12 березня 2010 року авіакомпанія отримала дворічний контракт з урядом США на виконання регулярних рейсів між містами Канзас-Сіті і Селайна (Канзас), польоти за маршрутом здійснюються тричі на день з неділі по п'ятницю. В рамках цього ж угоди авіакомпанія відкрила щоденний рейс між Канзас-Сіті і Гаррісоном (Арканзас). У січні 2011 року SeaPort Airlines отримала права на щоденний регулярний рейс між Канзас-Сіті і Джонсборо, а в липні того ж року — на два регулярних маршруту з Далласа (аеропорт Лав-Філд) в Ель-Дорадо і Хот-Спрінгс.
У грудні 2011 року SeaPort Airlines відмовилася брати участь у конкурсі на продовження контракту з обслуговування перевезень у Джонсборо, мотивуючи цей крок отриманням іншого контракту на регулярні рейси в Джексон (Теннессі). Направлення на Джонсборо пішло іншого авіаперевізника Air Choice One.

## Маршрутна мережа

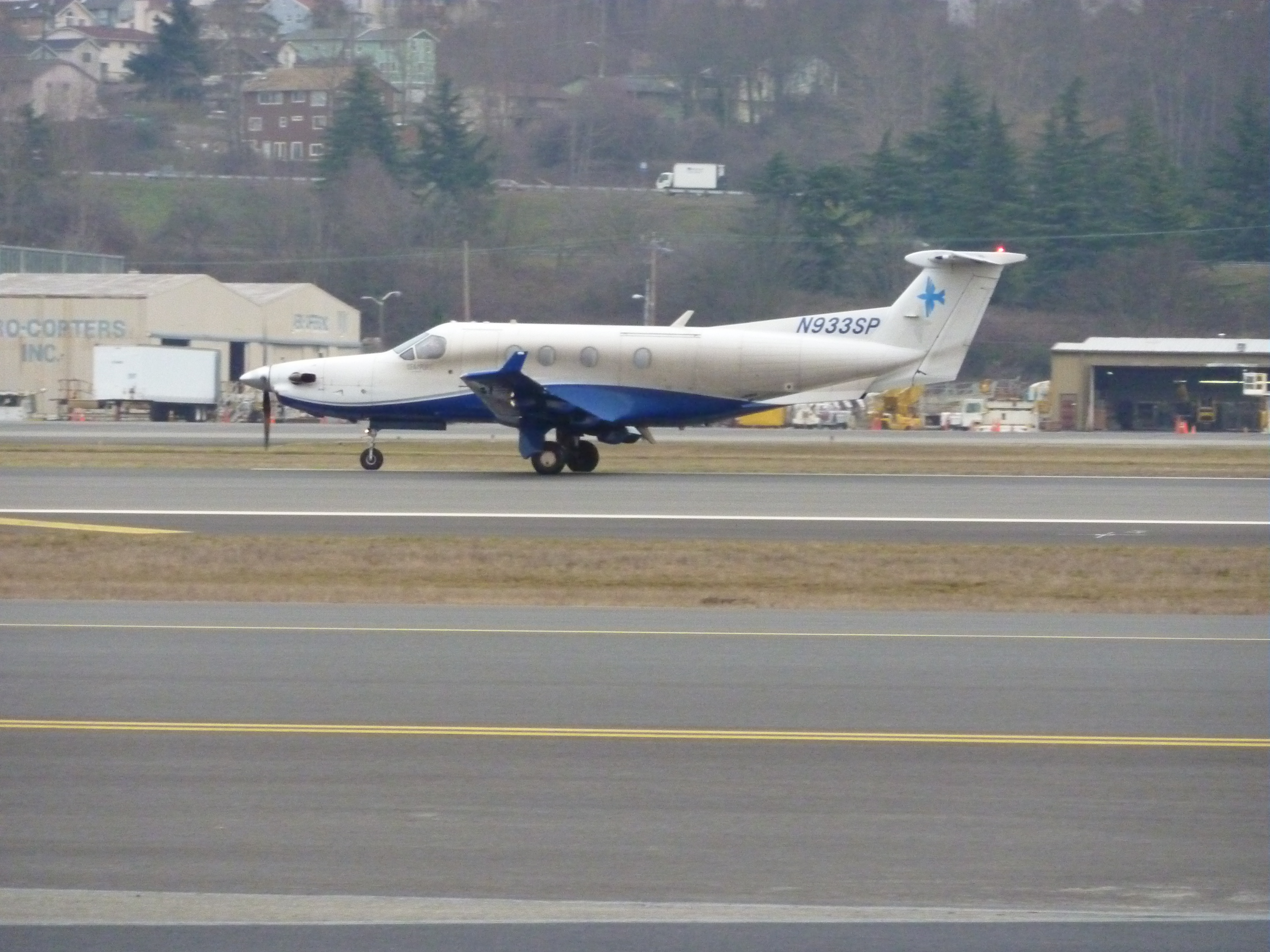
PC-12 авіакомпанії SeaPort Airlines в аеропорту Сіетла Боїнг-Філд

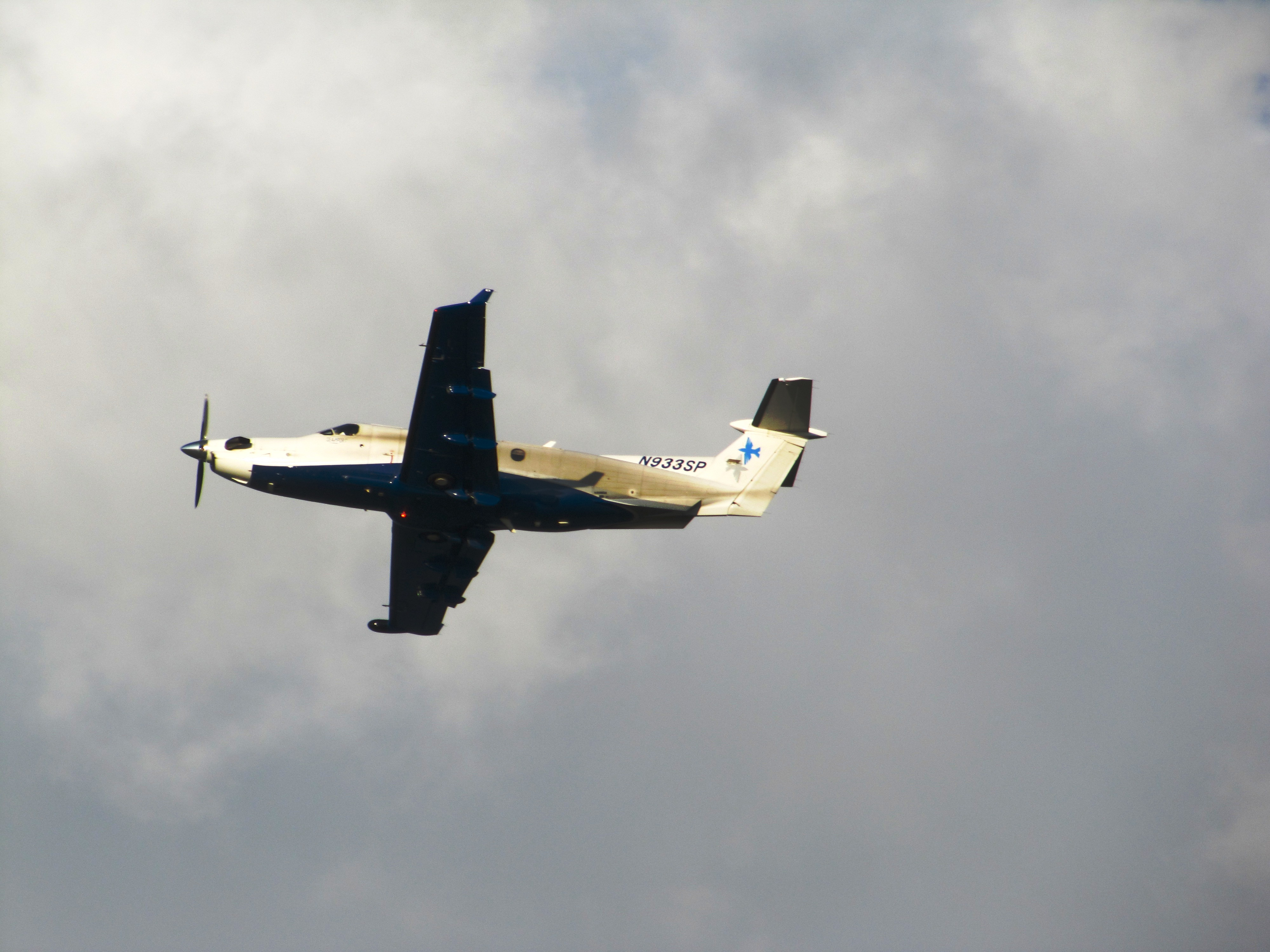
PC-12 авіакомпанії SeaPort Airlines на зльоту з міжнародного аеропорту Портленда

| Місто       | Аеропорт                                         | Код ІАТА | Примітки              | Посилання   |
| Арканзас    |                                                  |          |                       |             |
| Ель-Дорадо  | Міжнародний аеропорт Ель-Дорадо                  | ELD      | Essential Air Service | [ 5 ] [ 6 ] |
| Гаррісон    | аеропорт округу Бун                              | HRO      | Essential Air Service |             |
| Гот-Спрінґс | аеропорт Гот-Спрінґс                             | HOT      | Essential Air Service |             |
| Джорджія    |                                                  |          |                       |             |
| Атенс       | аеропорт Атенс                                   | AHN      | Essential Air Service | [ 7 ]       |
| Канзас      |                                                  |          |                       |             |
| Селайна     | муніципальний аеропорт Селайна                   | SLN      | Essential Air Service |             |
| Міссурі     |                                                  |          |                       |             |
| Канзас-Сіті | міжнародний аеропорт Канзас-Сіті                 | MCI      |                       |             |
| Орегон      |                                                  |          |                       |             |
| Норт-Бенд   | регіональний аеропорт Південно-Західного Орегону | OTH      |                       |             |
| Портленд    | міжнародний аеропорт Портленда                   | PDX      |                       |             |
| Пендлтон    | регіональний аеропорт Східного Орегону           | PDT      | Essential Air Service | [ 8 ]       |
| Теннессі    |                                                  |          |                       |             |
| Джексон     | регіональний аеропорт Маккеллар-Сайпс            | MKL      | Essential Air Service | [ 9 ]       |
| Нашвілл     | міжнародний аеропорт Нашвілл                     | BNA      |                       |             |
| Мемфіс      | міжнародний аеропорт Мемфіса                     | MEM      |                       |             |
| Техас       |                                                  |          |                       |             |
| Даллас      | аеропорт Лав-Філд                                | DAL      |                       |             |
| Вашингтон   |                                                  |          |                       |             |
| Вінаші      | аеропорт Пенгборн                                | EAT      | до 15 грудня 2012     | [ 10 ]      |
| Якима       | аеродром Якима                                   | YKM      |                       |             |